# Bogusław Światopełk Mirski
Bogusław Światopełk Mirski herbu Białynia Odmienna – podkomorzy brasławski w latach 1777-1800, wojski brasławski w latach 1775-1777.
Syn Cypriana i Marii Bilewiczówny.
Poseł brasławski na sejm 1776 roku.